# Alastair Campbell

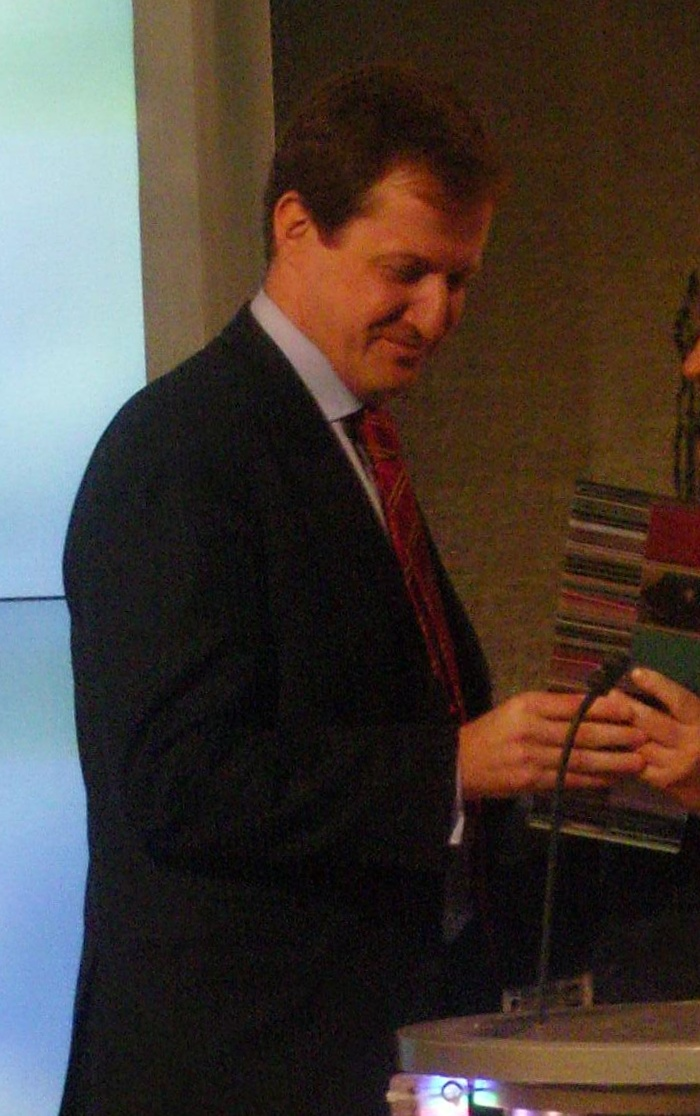
Alastair Campbell

Alastair John Campbell (Yorkshire (Engeland), 25 mei 1957) is een Britse journalist en voorlichter. Hij is het bekendst als spindoctor voor de Britse premier Tony Blair, die hij van 1994 tot 2003 diende.

## Levensloop
Campbell studeerde aan Gonville and Caius College aan de Universiteit van Cambridge. Hij studeerde daar moderne talen, Frans en Duits. Als onderdeel van zijn opleiding bracht hij een jaar in Frankrijk door. Hij raakte geïnteresseerd in de journalistiek en begon seksueel getinte verhalen te schrijven voor het blad Forum. Daarna werkte hij als sportverslaggever voor de Tavistock Times. Als stagiair leerde hij zijn vrouw Fiona Millar kennen op het redactiekantoor van de Sunday Independent in  Plymouth. Samen kregen zij drie kinderen.
Daarna ging Campbell werken voor de Daily Mirror, de enige grote Engelse krant die nog achter de Labour Party stond. Hij werd politiek verslaggever. De druk van zijn nieuwe werk leidde tot alcoholproblemen en depressie. Na zijn terugkeer bij de krant werkte hij zich al snel op tot een van de prominentere verslaggevers. Hij was een belangrijke adviseur van Labour-leider Neil Kinnock en werkte nauw samen met Robert Maxwell. Hij gaf Michael White, journalist bij The Guardian, een klap toen deze een grap over Maxwell maakte naar aanleiding van zijn verdrinking. Campbell maakte in het begin van de jaren negentig de overstap naar Today, een andere tabloidkrant.
Kort na het overlijden van John Smith, op dat moment leider van Labour, werd hij door diens opvolger Tony Blair gevraagd om voor hem te komen werken als woordvoerder. Hij werkte in de aanloop naar de parlementsverkiezingen van 1997 nauw samen in de campagne met Peter Mandelson. Labour slaagde erin voor het eerst in jaren een verkiezingsoverwinning te behalen. Verschillende grote kranten, waaronder The Sun, schaarden zich, mede dankzij de inzet van Campbell, achter Labour. Nadat Blair premier werd bleef Campbell aan als zijn voorlichter. Hij speelde een belangrijke rol bij de communicatie van het regeringsbeleid.
Campbell was in aanloop naar de Irakoorlog nauw betrokken bij het opstellen van rapporten waarin de zorg werd geuit over de kernwapens die Saddam Hussein zou hebben. Later bleek dat Campbell persoonlijk de opdracht had gegeven dat de inhoud van een van de dossiers overeen moest komen met de toespraak van de Amerikaanse president George W. Bush.
In augustus 2003 stapte Campbell op als woordvoerder van Blair. Dit gebeurde naar aanleiding van een onderzoek naar de dood van David Kelly. Deze wapendeskundige bleek de anonieme bron te zijn in een BBC-reportage waarin werd beweerd dat Blair de gevaren van Iraakse massavernietigingswapens had overdreven in de rapporten. Campbell adviseerde daarop Blair om de naam van Kelly bekend te maken, wat deze ook deed. Kelly bleek niet bestand tegen de publieke aandacht en pleegde zelfmoord.
In de aanloop naar de parlementsverkiezingen in 2005 werkte Campbell weer korte tijd voor Labour. Tijdens zijn activiteiten in Downing Street hield Campbell een dagboek bij. Bij het aftreden van Blair publiceerde hij delen ervan onder de titel The Blair Years. Hij liet echter ook delen weg, met name over de relatie tussen Blair en zijn opvolger Gordon Brown. Campbell sprak de hoop uit deze eens nog te kunnen publiceren, maar wilde op dat moment Brown niet beschadigen in zijn nieuwe rol als premier.
Campbell werkt sinds 2012 voor het communicatiebureau Portland Communications. In die hoedanigheid adviseerde hij onder andere de regering van Kazachstan.
De hoofdpersoon Malcolm Tucker (gespeeld door Peter Capaldi) van de politieke parodieserie The Thick of It is op Campbell gebaseerd (BBC: 2005-2012).
Als brexit-tegenstander verklaarde Campbell bij de Europese Parlementsverkiezingen 2019 zijn stem te hebben uitgebracht op de Liberal Democrats omdat deze partij pleitte voor een tweede referendum in het Verenigd Koninkrijk over het lidmaatschap van de Europese Unie. Labour reageerde hierop door hem te royeren als lid. Op de dag waarop dit bekend werd, bewogen Labourleider Jeremy Corbyn en diverse andere partijfunctionarissen in de richting van een tweede referendum.
Alastair Campbell en Rory Stewart maken samen een druk beluisterde podcast The Rest is Politics, waarin zij commentaar leveren op de Britse en internationale politiek.
- Bibliothèque nationale de France: cb159139344 (data)
- Gemeinsame Normdatei: 129474363
- International Standard Name Identifier: 0000 0001 1446 4250
- Library of Congress Control Number: no99092428
- Nationale Bibliotheek van Letland: 000237362
- MusicBrainz: e4263b35-c1a1-4da9-94a8-c133412b9e3d
- Nationale Bibliotheek van Tsjechië: osa2016932398
- Nationale Bibliotheek van Israël: 987007428821105171
- Nederlandse Thesaurus van Auteursnamen: 306129590
- Système universitaire de documentation: 119454211
- Virtual International Authority File: 65087408
- WorldCat: E39PBJxxf9cWhYXwKJ3VG8vrbd